# Tornavallen

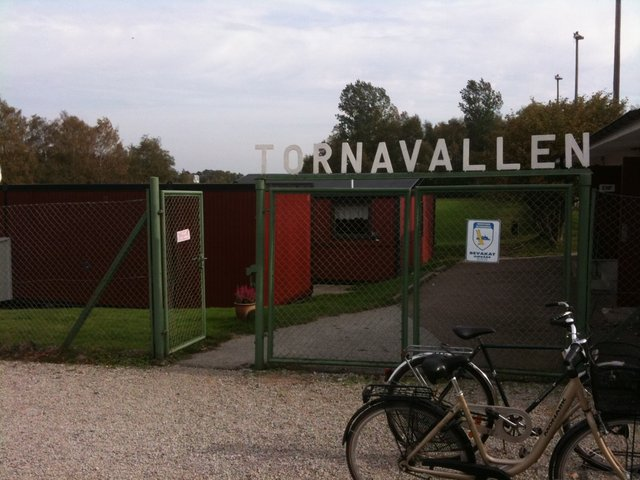
Tornavallen.

Tornavallen är en idrottsanläggning belägen vid Torna Hällestad.
Hemmaplan för Torna Hällestads Idrottsförening. På Tornavallen bedrivs fotboll och tennis.
Anläggningen ägs delvis av Lunds kommun och delvis av föreningen.